# 11 juin
Pour les articles homonymes, voir Onze-Juin.
11 mai 11 juillet
Chronologies thématiques
- Croisades
- Ferroviaires
- Sports
- Disney
- Anarchisme
- Catholicisme

Abréviations / Voir aussi
- (° 1852) = né en 1852
- († 1885) = mort en 1885
- a.s. = calendrier julien
- n.s. = calendrier grégorien
- Calendrier
- Calendrier perpétuel
- Liste de calendriers
- Naissances du jour

Le 11 juin est le 162e jour, moins souvent le 163e, de l'année du calendrier grégorien ; il en reste ensuite 203.
Son équivalent était généralement le 23 prairial du calendrier républicain ou révolutionnaire français, officiellement dénommé jour du chèvrefeuille.

## Événements

### XIIesiècleav. J.-C.
- -1184, nuit du 11 au 12 juin lors d'une éclipse solaire, d'après des calculs d'Ératosthène : prise de Troie par les Achéens.

### IIesiècle
- 173 : fin des guerres marcomanes, remportées par l'empereur romain Marc Aurèle.

### VIIIesiècle
- 786 : victoire abasside, à la bataille de Fakh.

### Xesiècle

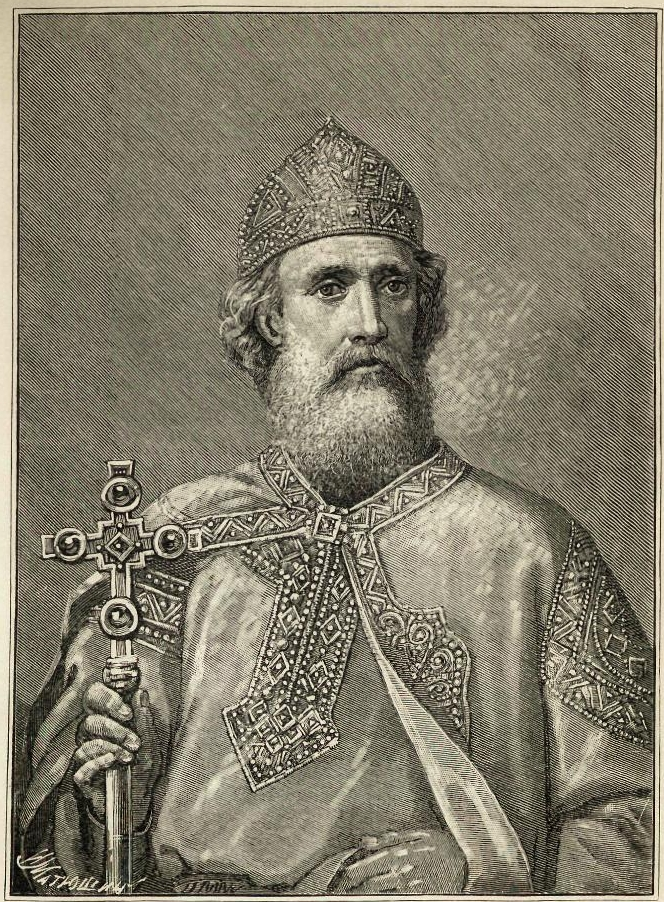
Vladimir Ier

- 980 : Vladimir Ier devient Grand-prince du Rus' de Kiev.

### XIIesiècle
- 1125 : victoire des États latins d'Orient à la bataille d'Azâz.
- 1157 : prise de la ville de Brandebourg par Albert l’Ours, qui prend le titre de margrave de Brandebourg, après sa victoire sur le prince obodrite Jaxa de Copnic.

### XIIIesiècle
- 1254 : Alkmaar obtient le statut de ville, du comte Guillaume II.

### XIVesiècle
- 1345 : alors qu’il inspecte une prison, le mégaduc Alexis Apokaukos est massacré à coups d'outils par les prisonniers.

### XVesiècle
- 1429 : début de la bataille de Jargeau.
- 1430 : bataille d’Anthon, lors de la guerre de Cent Ans.
- 1488 : victoire d'Alexandre Home sur Jacques III d'Écosse, à la bataille de Sauchieburn.
- 1496 : retour de Christophe Colomb en Espagne, après près de deux mois de traversée, du deuxième de ses quatre voyages transatlantiques, entamé le 25 septembre 1493.

### XVIesiècle
- 1509 : le roi d'Angleterre Henri VIII épouse Catherine d'Aragon.

### XVIIesiècle

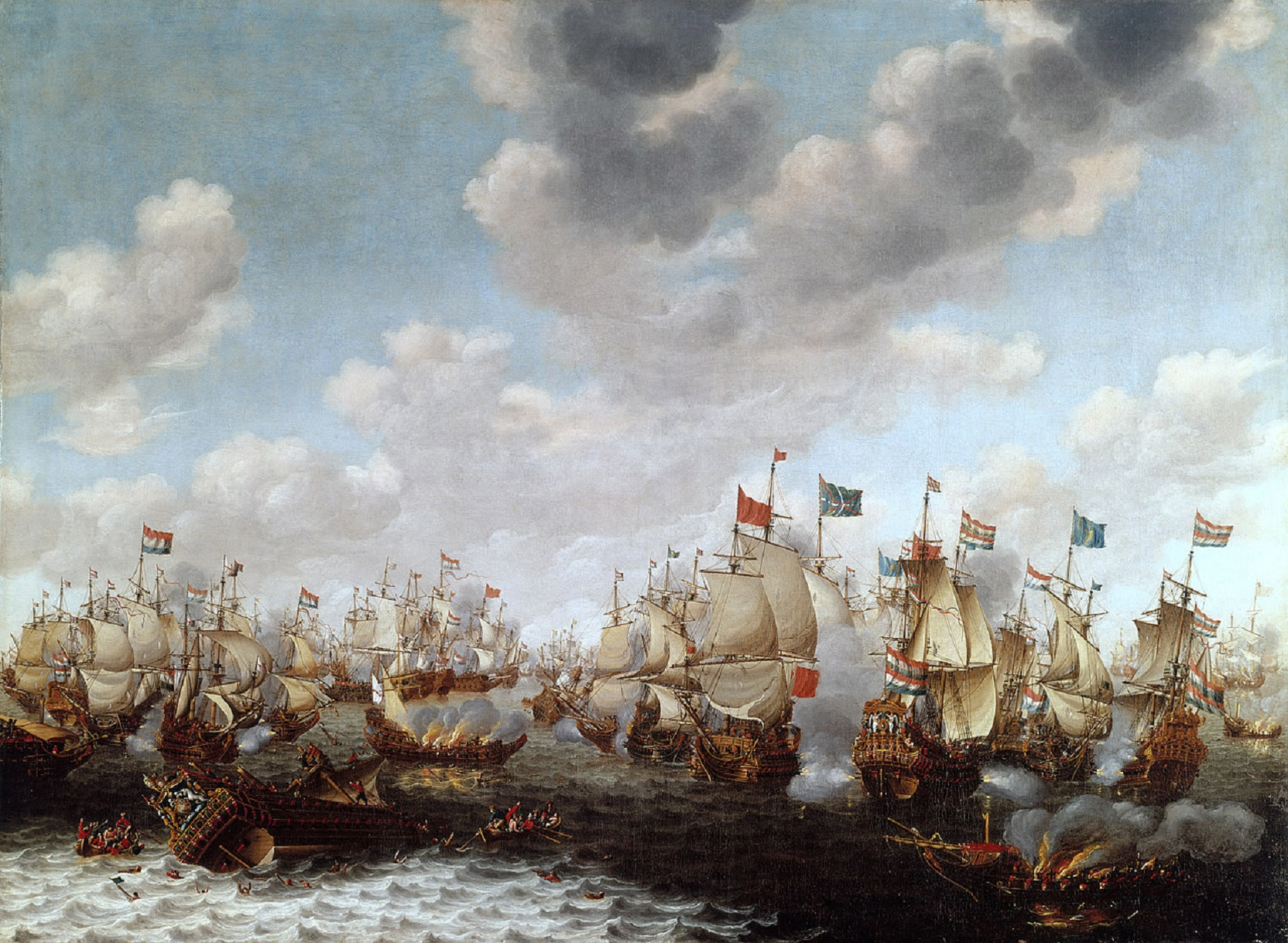
La bataille des Quatre Jours

- 1666 : Michiel de Ruyter et George Monck engagent la bataille des Quatre Jours, pendant la deuxième guerre anglo-néerlandaise.

### XVIIIesiècle
- 1726 : Le cardinal de Fleury est nommé premier ministre de Louis XV.
- 1742 : le traité de Breslau met fin à la première guerre de Silésie.
- 1770 : l'explorateur James Cook découvre la grande barrière de corail.
- 1775 : sacre de Louis XVI, en la Cathédrale de Reims.
- 1798 : Napoléon Bonaparte, sur la route de la campagne d'Égypte, s'empare de Malte.

### XIXesiècle
- 1825 : Simon Bernard pose la pierre angulaire de Fort Hamilton.
- 1842 : Loi Guizot sur les chemins de fer en France.
- 1865 : victoire brésilienne à la bataille de Riachuelo, pendant la guerre de la Triple-Alliance.
- 1898 : début de la réforme des Cent Jours, visant à réformer l'empire Qing.

### XXesiècle
- 1903 : coup d'État de mai, en Serbie.
- 1913 :

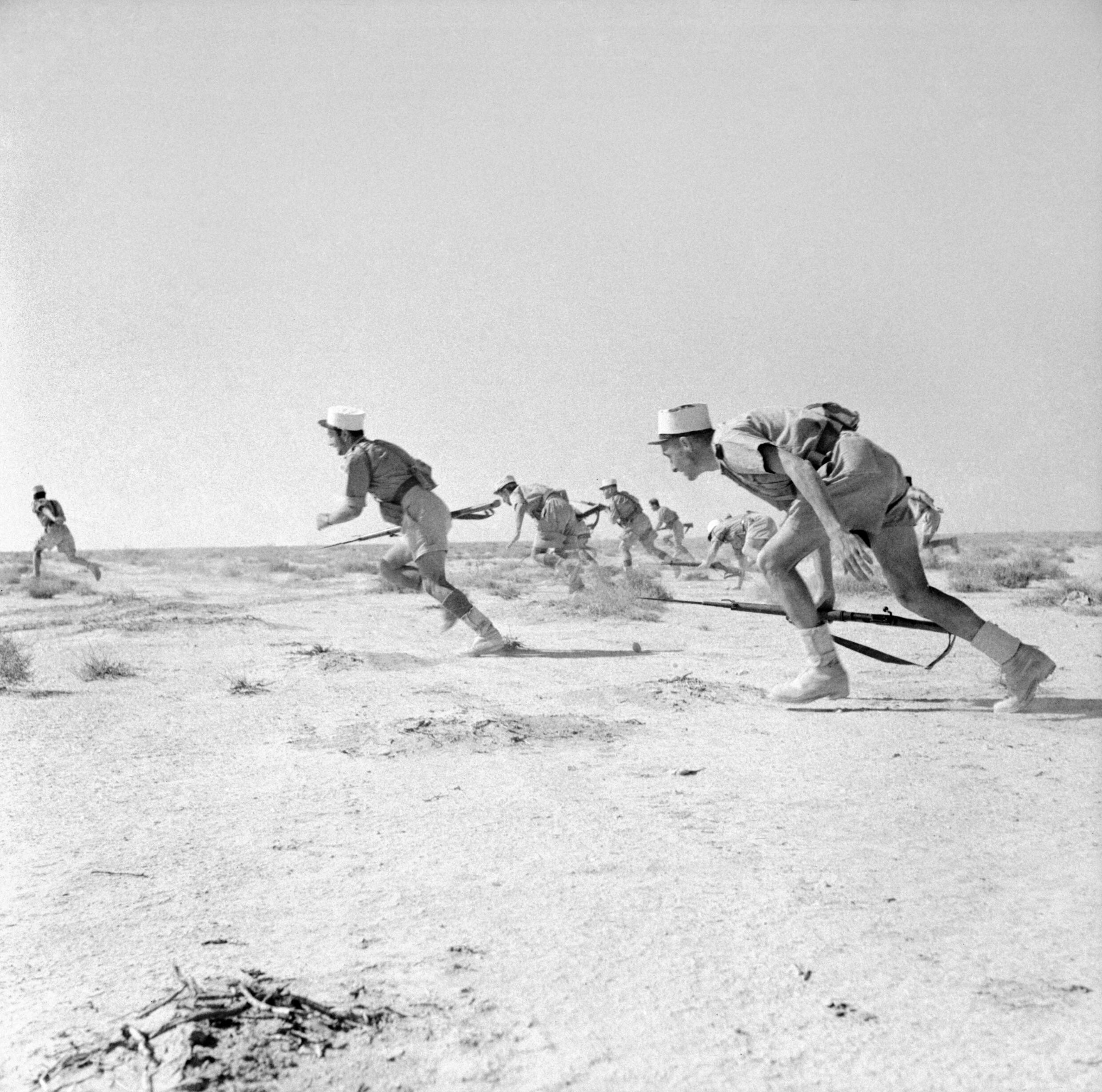
Légionnaires des Forces françaises libres à Bir-Hakeim

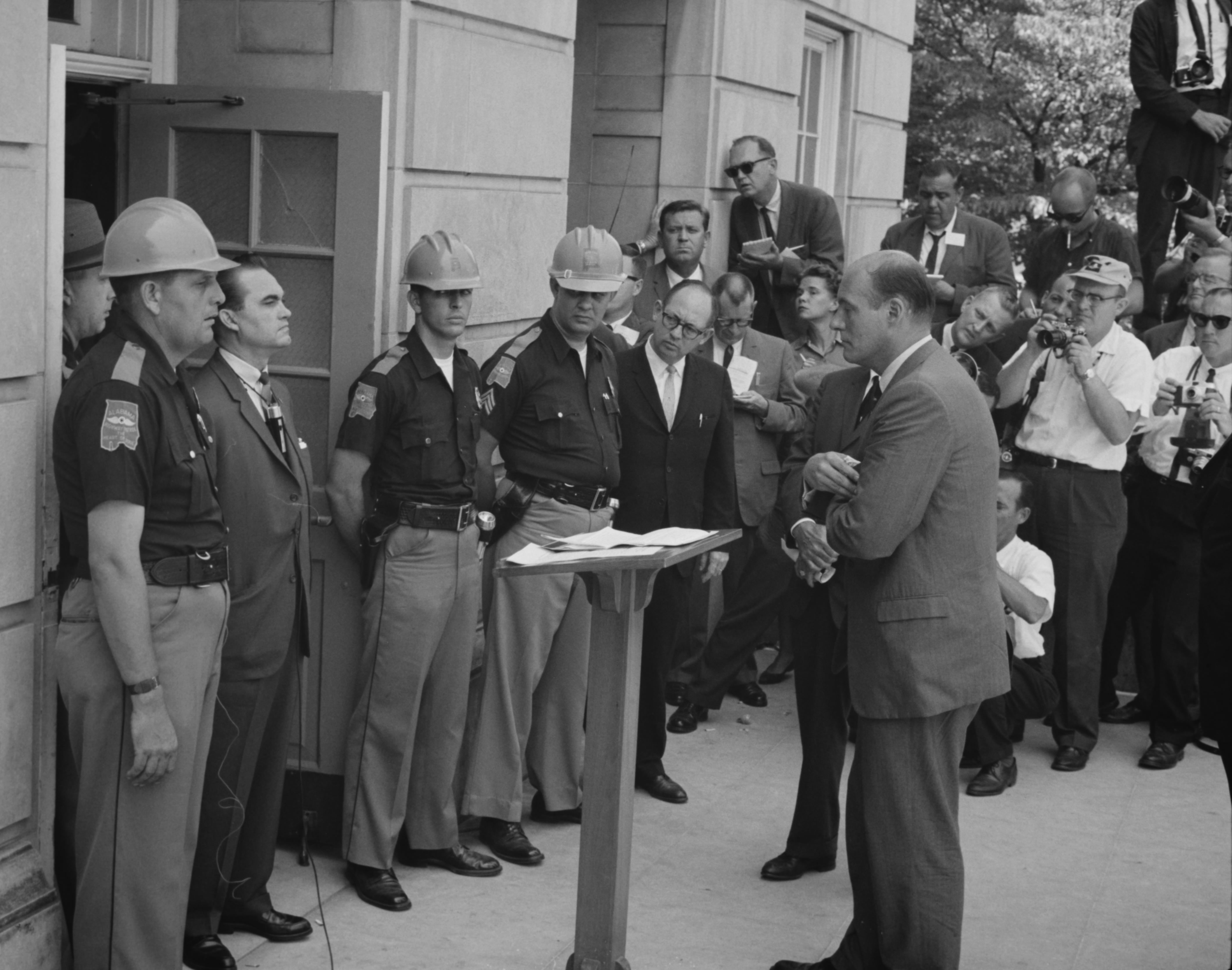
George Wallace fait face au procureur général des États-Unis Nicholas Katzenbach en travers de la porte de l'Université de l'Alabama

  - droit de vote accordé aux femmes en Norvège.
  - assassinat de Mahmoud Chevket Pacha, grand vizir ottoman.
- 1924 : démission du président de la République française, Alexandre Millerand.
- 1938 : début de la bataille de Wuhan, pendant la guerre sino-japonaise.
- 1942 : fin de la bataille de Bir Hakeim. Les Forces françaises libres évacuent la position, après avoir offert 16 jours de répit aux Alliés, pour préparer leur défense à El Alamein, et bloqué les forces de l'Axe.
- 1948 : le Sénat des États-Unis adopte la résolution Vandenberg, qui permet au gouvernement américain de conclure des alliances militaires en temps de paix.
- 1956 : début du massacre de Gal Oya, dans le dominion de Ceylan.
- 1958 : résolution 128 du Conseil de sécurité des Nations unies, sur une plainte du Liban.
- 1963 :
  - le bonze vietnamien Thích Quảng Đức s'immole par le feu, à Saïgon.
  - George Wallace, gouverneur de l'Alabama, tente d'empêcher la fin de la ségrégation raciale, à l'université d'Alabama.
- 1964 : à Cologne, en Allemagne fédérale, Walter Seifert tue dix personnes, avec un lance-flammes et une lance, avant de se suicider.

### XXIesiècle
- 2009 : l’Organisation mondiale de la santé (OMS) déclare un état de pandémie due à une grippe A/H1N1.
- 2012 : Bujar Nishani est élu président de la république d’Albanie.
- 2017 :
  - premier tour d'élections législatives en France.
  - Élections législatives anticipées au Kosovo.
  - Les Portoricains se prononcent en faveur de la transformation de leur territoire en 51e État des États-Unis par un référendum consultatif le même jour que la fête hawaïenne ci-après dans le 50e et dernier précédemment entré officiellement dans cette Union américaine.
- 2023 : au Monténégro, les élections législatives sont organisées afin d'élire les 81 députés de la XIIe législature du Parlement pour un mandat de quatre ans. Le parti Europe maintenant ! arrive en tête du scrutin.

## Arts, culture et religion
- 1936 : première exposition internationale du surréalisme, organisée à Londres par les peintres David Gascoyne et Roland Penrose avec la collaboration d'André Breton et d'E. L. T. Mesens[1].
- 1982 : sortie du film E.T., l'extra-terrestre de Steven Spielberg aux États-Unis.

## Sciences et techniques
- 1895 : un brevet est attribué aux frères Charles et Frank Duryea pour leur création de la première automobile à essence aux États-Unis[2].
- 2004 : Cassini-Huygens survole la lune Phœbé.
- 2008 : lancement du Fermi Gamma-ray Space Telescope.

## Économie et société
- 1895 : déroulement de la course automobile Paris-Bordeaux-Paris considérée comme la première course automobile de l'Histoire.
- 1909 : tremblement de terre en Provence y provoquant 46 morts.
- 1955 : accident tragique aux 24 Heures du Mans, 80 spectateurs ainsi que le pilote Pierre Levegh sont tués par l'envol de la Mercedes 300 SLR de ce dernier.
- 1962 : Frank Morris, John Anglin et Clarence Anglin s'échappent d'Alcatraz, c'est prétendument la seule évasion réussie de toute l'Histoire de ladite « île-rocher » pénitentiaire.
- 1981 : Issei Sagawa tue et mange en partie sa petite amie étudiante néerlandaise à Paris.
- 2002 : l'équipe de France masculine de football tenante du titre est éliminée par ses adversaires de poule le Sénégal, le Paraguay et le Danemark (2-0) dès le premier tour de la Coupe du monde en Corée du sud et au Japon[3]. Le "traumatisme" sera encore plus grand que cette première surprise huit ans après à Knysna lors de son "épopée" sud-africaine après être redevenue vice-championne du monde entre-temps en 2006 en Allemagne.
- 2005 : libération des otages Florence Aubenas et Hussein Hanoun son guide irakien.
- 2013 : le gouvernement Samarás de la Grèce décide unilatéralement, c'est-à-dire sans l'approbation du Parlement hellénique, de la fermeture de la partie télévisuelle de la Radio Télévision Hellénique, déclenchant un mouvement de protestation dans le monde, en particulier en Europe, et de grève générale en Grèce[4].
- 2024 : au Burkina Faso, une attaque du GSIM cause la mort d'une centaine de militaires à Mansila[5].

## Naissances

### XVIesiècle
- 1586, baptême en l'église Saint-Gervais-Saint-Protais de Paris : Espérance Bellanger, future mère de Savinien de Cyrano de Bergerac († v. 1640).

### XVIIIesiècle
- 1776 : John Constable, peintre britannique († 31 mars 1837).
- 1792 : Maximilien Dubois Descours de Maisonfort, général de division français († 25 mars 1848).
- 1800 : Carlo Vittadini, médecin et mycologue italien († 20 novembre 1865).

### XIXesiècle
- 1832 : Jules Vallès, homme de lettres et homme politique français († 14 février 1885).
- 1833 : Marius Roy, peintre français († 28 avril 1921).
- 1864 : Richard Strauss, musicien allemand († 8 septembre 1949).
- 1867 : 
  - Charles Fabry, physicien français († 11 décembre 1945).
  - Marie Krøyer, peintre danoise († 25 mai 1940).
- 1877 :
  - Alexandre Medtner, compositeur russe et soviétique († 26 novembre 1961.
  - Renée Vivien, poétesse britannique († 18 novembre 1909).
- 1881 : Alexandre Lippmann, champion olympique d'escrime et peintre français († 23 février 1960).
- 1888 : Bartolomeo Vanzetti, militant anarchiste américain († 23 août 1927).
- 1889 : 
  - Anna Akhmatova, poétesse russe († 5 mars 1966).
  - Hugo Wieslander, décathlonien suédois, champion olympique († 24 mai 1976).
- 1893 : Jules-André Peugeot, militaire français († 2 août 1914).
- 1894 : Kiichiro Toyoda, industriel japonais († 27 mars 1952).
- 1895 : Nikolaï Boulganine, militaire et homme politique soviétique († 24 février 1975).
- 1897 : Alexandre Tansman, compositeur français († 15 novembre 1986).

### XXesiècle
- 1905 : Frédéric Pottecher, chroniqueur judiciaire français († 13 novembre 2001).
- 1907 : Paul Mellon, entrepreneur, philanthrope et mécène américain († 1er février 1999).
- 1908 : 
  - Francisco Marto, voyant de Fatima et saint portugais († 4 avril 1919).
  - Karl Hein, athlète allemand, champion olympique du lancer du marteau († 10 juillet 1982).
- 1910 :
  - Carmine Coppola, compositeur américain († 26 avril 1991).
  - Jacques-Yves Cousteau, océanographe français († 25 juin 1997).
- 1912 : James Algar, réalisateur, scénariste et producteur américain († 26 février 1998).
- 1913 :
  - Vince Lombardi, instructeur de football américain († 3 septembre 1970).
  - Risë Stevens, mezzo-soprano et actrice américaine († 20 mars 2013).
  - Ilma Grace Stone, botaniste australienne († 4 janvier 2001).
- 1914 : Jean Meyer, comédien, metteur en scène et réalisateur de cinéma français († 8 janvier 2003).
- 1917 : Jean Sassi, militaire et officier des renseignements français († 9 janvier 2009).
- 1919 : Richard Todd, acteur britannique († 3 décembre 2009).
- 1920 : 
  - Albin Chalandon, haut fonctionnaire, banquier, homme politique français, garde des sceaux, époux de Catherine Nay devenu centenaire († 29 juillet 2020).
  - Robert Hutton, acteur américain († 7 août 1994).
- 1922 :
  - Alberto Bovone, prélat italien († 17 avril 1998).
  - Douglas Campbell (en), acteur canadien d’origine écossaise († 6 octobre 2009).
  - Erving Goffman, sociologue canadien († 19 novembre 1982).
  - Jean Sutherland Boggs, historienne de l'art et directrice de musée canadienne († 22 août 2014).
- 1925 :
  - Jean-Pierre Chabrol, écrivain français († 1er décembre 2001).
  - William Styron, écrivain et essayiste américain († 1er novembre 2006).
- 1926 : Jacques Francini, clown français († 5 mars 2012).
- 1928 : 
  - Ian Bannen (Ian Edmund Bannen dit), acteur écossais († 3 novembre 1999).
  - Fabiola de Mora y Aragón, reine des Belges, épouse du roi Baudouin Ier († 5 décembre 2014).
  - Guðmundur Pálmason, géologue et joueur d'échecs islandais († 11 mars 2004).
- 1929 : Maurice Vander (Maurice Camille Gustave Vanderschueren dit), pianiste de jazz français, collaborateur de Claude Nougaro et d'autres († 16 février 2017).
- 1933 :
  - Claude Olievenstein, psychiatre français († 14 décembre 2008).
  - Harald Szeeman, commissaire d'exposition suisse († 18 février 2005).
  - Gene Wilder, acteur, scénariste, et cinéaste américain († 29 août 2016).
- 1934 : 
  - Jean-Claude Casanova, économiste et intellectuel libéral corse et français.
  - Alain Stanké (Aloyzas-Vytas Stankevicius dit), journaliste, écrivain, éditeur et animateur de télévision québécois et canadien d'origine lituanienne.
- 1935 : Maria Marly de Oliveira, poétesse brésilienne († 1er juin 2007).
- 1937 :
  - Chad Everett, acteur américain († 24 juillet 2012).
  - Guy Romano, prélat français († 23 novembre 2023).
- 1939 :
  - Christina Crawford (en), actrice et auteure américaine.
  - Jackie Stewart, pilote de course automobile écossais.
- 1943 : Henry Hill, gangster américain († 12 juin 2012).
- 1944 : James D. A. van Hoften, astronaute américain.
- 1945 : Roland Moreno, inventeur français († 29 avril 2012).
- 1947 : Anne Jolivet, actrice française
- 1948 : Dave Cash, joueur de baseball professionnel américain.
- 1949 :
  - Frank Beard, musicien américain, batteur du groupe ZZ Top.
  - Manolo Cortés, matador espagnol.
- 1950 : Graham Russell (en), musicien et chanteur anglais du duo Air Supply.
- 1951 : Viktor Vlasov, tireur sportif soviétique, champion olympique.
- 1953 :
  - Peter Bergman, acteur américain.
  - José Bové, syndicaliste paysan, militant altermondialiste français d'origine luxembourgeoise un temps député européen écologiste.
  - Vera Komisova, athlète soviétique, championne olympique sur 110 m haies.
- 1955 :
  - Pierre Blaise, acteur français († 31 août 1975).
  - Sylvie Flepp, actrice, réalisatrice, scénariste et metteur en scène française.
  - Youri Sedykh, athlète ukrainien double champion olympique du lancer de marteau († 14 septembre 2021).
- 1956 :
  - Joe Montana, joueur de football américain.
  - Simon Plouffe, mathématicien canadien.
  - Arthur Porter, médecin et administrateur canadien († 30 juin 2015).
- 1957 :
  - Lyubov Gurina, athlète russe.
  - Gilles Verlant, animateur de radio et animateur de télévision belge († 20 septembre 2013).
- 1959 : Hugh Laurie, homme de cinéma, compositeur, musicien et comédien britannique.
- 1962 : 
  - Valérie Boyer, femme politique française.
  - Erika Salumäe, coureuse cycliste sur piste estonienne, double championne olympique.
- 1963 : 
  - Tracy Caulkins, nageuse américaine, triple championne olympique.
  - Sandra Schmirler, joueuse de curling canadienne († 2 mars 2000).
- 1964 : Jean Alesi, pilote de F1 français.
- 1965 : 
  - Rogelio Marcelo, boxeur cubain, champion olympique.
  - Manuel Uribe, Mexicain réputé pour avoir été l'homme le plus gros du monde († 26 mai 2014).
- 1966 : Tiffany Cohen, nageuse américaine, double championne olympique.
- 1968 :
  - Bryan Perro, écrivain canadien.
  - Louis Laforge, journaliste français.
  - Sevdalin Marinov, haltérophile bulgare, champion olympique.
- 1969 :
  - Peter Dinklage, acteur américain.
  - Bryan Fogarty, joueur de hockey sur glace canadien († 6 mars 2002).
  - Magloire (Magloire Delcros-Varaud dit), chroniqueur, animateur de télévision et de radio et acteur français.
  - Kip Miller, joueur de hockey sur glace américain.
- 1970 : Alex Barron (en), pilote de course américain.
- 1973 : 
  - Dana Brunetti, producteur américain de cinéma et de télévision.
  - Darcel Yandzi, judoka français.
- 1975 : Frédéric Barbusci, acteur, animateur et auteur québécois.
- 1977 :
  - Nizar Chaari, animateur et producteur de radio et de télévision tunisien.
  - Geoff Ogilvy, golfeur australien.
- 1978 : Joshua Jackson, acteur canadien.
- 1982 : Eldar Rønning, fondeur norvégien.
- 1983 : José Reyes, joueur de baseball dominicain.
- 1986 :
  - Shia LaBeouf, acteur américain.
  - Sébastien Lecornu, homme politique français.
  - Hilda Tenorio, matadora mexicaine.
- 1987 : Ezequiel Carrera, joueur de baseball vénézuélien.
- 1988 :
  - Yui Aragaki, actrice japonaise.
  - Claire Holt, actrice et mannequin australienne.
- 1989 :
  - Maya Moore, basketteuse américaine.
  - Donata Vištartaitė, rameuse lituanienne.
- 1990 : 
  - Christophe Lemaitre, athlète français spécialiste du sprint.
  - Matthieu Androdias, rameur français champion olympique vers Tokyo en 2021.
- 1991 : Dan Howell, personnalité de la radio et vidéaste web britannique.
- 1992 :
  - Julian Alaphilippe, cycliste français.
  - Eugène Simon, acteur britannique.
- 1994 : Katelyn Jarrell, judokate américaine.
- 1995 : Nia Coffey, basketteuse américaine.
- 1999 : Katelyn Nacon, actrice américaine.

## Décès

### IVesiècleav. J.-C.
- -323 : Alexandre le Grand, roi de Macédoine et conquérant de l’Antiquité (° 21 juillet -356).

### XIVesiècle
- 1393 : Jean Ier de Bourbon-La Marche, comte de la Marche de 1362 à sa mort, de Vendôme et de Castres par alliance (à ce titre Jean VII de 1372 à sa mort), pair de France membre de la maison de Bourbon et ainsi ancêtre par les mâles (agnatique) du futur roi de France Henri IV de Bourbon-Navarre (° 1344).

### XVIesiècle
- 1560 : Marie de Guise reine d'Écosse, mère de Marie Stuart (° 22 novembre 1515).
- 1569 : Wolfgang de Bavière, duc de Deux-Ponts (° 26 septembre 1526).

### XVIIIesiècle
- 1782 : William Crawford, militaire et topographe américain, brûlé vif pas les Amérindiens (° 2 septembre 1732).

### XIXesiècle
- 1843 : François-Xavier Donzelot, militaire français (° 7 janvier 1764).
- 1847 : John Franklin, explorateur britannique (° 15 avril 1786).
- 1859 : Klemens Wenzel von Metternich, homme politique autrichien (° 15 mai 1773).
- 1886 : 
  - Paul Boiteau, économiste et écrivain français (° 25 novembre 1830).
  - Léon Cabanes, homme politique français (° 28 janvier 1840).
  - Thomas Francis Hendricken, évêque américain (° 5 mai 1827).
  - Alexandre de Lavrignais, homme politique français (° 2 septembre 1805).

### XXesiècle
- 1902 : Ali III, bey de Tunis (° 14 août 1817).
- 1903 : Alexandre Ier, roi de Serbie (° 14 août 1876).
- 1915 : Jean Angeli, écrivain français (° 3 janvier 1886).
- 1918 : Pamphile Le May, romancier et poète québécois (° 5 janvier 1837).
- 1924 : Théodore Dubois, compositeur français (° 24 août 1837).
- 1936 : Robert Ervin Howard, écrivain américain (° 22 janvier 1906).
- 1937 : Reginald Mitchell, ingénieur et designer industriel britannique, principal concepteur du Spitfire (° 20 mai 1895).
- 1953 : Marcel Herrand, acteur français (° 8 octobre 1897).
- 1955 : Jacques Lemaigre Dubreuil, homme d’affaires et homme politique français (° 30 octobre 1894).
- 1956 : Corrado Alvaro, homme de lettres italien (° 15 avril 1895).
- 1965 : Paul B. Coremans, premier directeur de l'Institut royal du Patrimoine artistique (° 29 avril 1908).
- 1966 : Wallace Ford, acteur américain (° 12 février 1898).
- 1970 : Alexandre Fedorovitch Kerensky, homme politique russe (° 4 mai 1881).
- 1971 : Jean Colin, spéléologue français (° 31 octobre 1909).
- 1973 : Frances Starr (en) (° 1880 / 1881).
- 1974 :
  - Eurico Gaspar Dutra, homme d'État brésilien, président du Brésil de 1946 à 1951 (° 18 mai 1883).
  - Julius Evola, penseur italien (° 19 mai 1898).

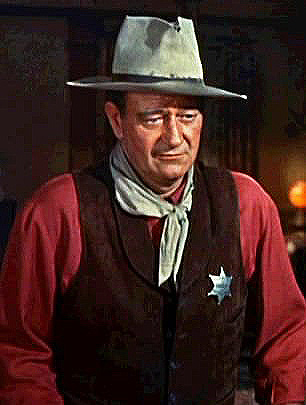
John Wayne

- 1979 : John Wayne, acteur américain (° 26 mai 1907).
- 1984 :
  - Enrico Berlinguer, homme politique italien (° 25 mai 1922).
  - François Coulet, militaire et diplomate français (° 16 janvier 1906).
- 1986 : Chesley Bonestell, peintre et illustrateur américain, spécialiste de la science-fiction (° 1er janvier 1888).
- 1988 : Christine Fabréga, actrice française (° 8 avril 1931).
- 1994 : Herbert Anderson, acteur américain (° 30 mars 1917).
- 1996 :
  - Jacques Desrosiers, comédien canadien (° 8 juillet 1938).
  - George Hees, homme politique canadien (° 17 juin 1910).
  - Brigitte Helm, actrice allemande (° 17 mars 1906).
- 1999 : DeForest Kelley, acteur américain (° 20 janvier 1920).

### XXIesiècle
- 2000 : Geneviève Amyot, poétesse et romancière québécoise (° 10 janvier 1945).
- 2001 :
  - Pierre Eyt, prélat français (° 4 juin 1934).
  - Timothy McVeigh, vétéran de l’armée américaine, responsable de l’attentat d’Oklahoma City (° 23 avril 1968).
- 2005 :
  - Anne-Marie Alonzo, dramaturge, romancière, éditrice, critique d'art, traductrice et poète québécoise d’origine égyptienne (° 13 décembre 1951).
  - Vasco Gonçalves, Premier ministre portugais (° 3 mai 1921).
- 2008 : Jean Desailly, acteur français (° 24 août 1920).
- 2010 :
  - Henri Cuq, homme politique français (° 12 mars 1942).
  - Martine Sarcey, actrice française (° 28 septembre 1928).
- 2012 :
  - Ann Rutherford, actrice canadienne et américaine (° 2 novembre 1917).
  - Teófilo Stevenson, boxeur cubain (° 29 mars 1952).
- 2013 : Francis Joffo, acteur, auteur et metteur en scène français de télévision et de théâtre (° 9 juin 1937).
- 2014 :
  - Rafael Frühbeck de Burgos, chef d'orchestre espagnol (° 15 septembre 1933).
  - Ruby Dee, actrice, scénariste et productrice américaine (° 27 octobre 1922).
- 2015 :
  - Jim Ed Brown, chanteur américain (° 1er avril 1934).
  - Ornette Coleman, musicien et compositeur américain de jazz, précurseur du free jazz (° 9 mars 1930).
  - Ron Moody, acteur britannique (° 8 janvier 1924).
  - Dusty Rhodes (Virgil Riley Runnels Jr. dit), catcheur américain (° 12 octobre 1945).
- 2016 : Rudi Altig, coureur cycliste allemand (° 18 mars 1937).
- 2017 : Rosalie Sorrels, chanteuse, guitariste et auteur-compositeur de musique folk américaine (° 24 juin 1933).
- 2018 : Yvette Horner accordéoniste et pianiste française (° 22 septembre 1922).
- 2020 : Marcel Maréchal, acteur et metteur en scène français (° 25 décembre 1937).
- 2021 :
  - Aziza Baccouche, physicienne et cinéaste scientifique américaine (° 25 novembre 1976).
  - Simone Bach, actrice française (° 15 septembre 1935).
- 2022 : 
  - Bernd Bransch, footballeur international est-allemand (° 24 septembre 1944).
  - Aurèle Ferlatte, syndicaliste canadien (° 29 février 1928).
- 2023 : 
  - Charles Cadogan, pair et propriétaire terrien milliardaire britannique (° 24 mars 1937).
  - Stanley Clinton-Davis, homme politique et avocat britannique (° 6 décembre 1928).
  - Jean-Philippe Cotis, haut fonctionnaire et un économiste français (° 24 septembre 1957).
  - Suna Kan, violoniste turque (° 21 octobre 1936).
  - Sadao Nakajima, scénariste et réalisateur japonais (° 8 août 1934).
  - John Nkemngong Nkengasong, dramaturge, écrivain, poète et universitaire camerounais (° ? 1959).
  - Danièle Poupardin, médecin généraliste, psychanalyste et militante française d'extrême-gauche (° 1er juin 1937).
  - Magda Saleh, danseuse de ballet égyptienne (° vers 1943).
  - Jean Wicki, bobeur suisse (° 18 juin 1933).
- 2024 :
  - Enchanting, rappeuse américaine (° 9 octobre 1997).
  - Howard Fineman, journaliste américain (° 17 novembre 1948).
  - Mansour Guettaya, athlète de demi-fond tunisien (° 26 décembre 1949).
  - Marcel Guilloux, chanteur de kan ha diskan français (° 8 octobre 1930).
  - Françoise Hardy, chanteuse française (° 17 janvier 1944).
  - Orest Lenczyk, footballeur polonais, puis entraîneur (° 28 décembre 1942).
  - Tony Lo Bianco, acteur et réalisateur américain (° 19 octobre 1936).
  - Tony Mordente, acteur, danseur, chorégraphe et metteur en scène américain (° 3 décembre 1935).
  - Gilles A. Perron, technicien, conseiller politique et homme politique canadien (° 10 décembre 1940).
  - Éric Tappy, ténor suisse (° 19 mai 1931).
  - Wang Yongzhi, scientifique aérospatial chinois (° 17 novembre 1932).
- 2025 :
  - Brian Wilson, musicien américain (° 20 juin 1942).

## Célébrations

### Nationales
- Argentine : día del Vecino / « fête des voisins »[6].
- Hawaï (États-Unis) : « fête de Kamehameha (en) » en l'honneur de Kamehameha Ier qui établit progressivement le premier royaume unifié de Hawaï de 1795 à 1810.
- Nouvelle-Écosse (Canada) : « jour du souvenir des mineurs de William Davis (en) » en mémoire des mineurs victimes dans leur travail comme ceux-là.

### Religieuses
Fêtes religieuses romaines des Matrialia(e) en l'honneur de la déesse Alma Mater Matuta / Matutina.

### Saints des Églises chrétiennes

#### Saints des Églises catholiques et orthodoxes
Référencés ci-après in fine et orthodoxes :
- Barnabé (Ier siècle) -ou « Barnabas »-, lévite originaire de Chypre, apôtre et compagnon de saint Paul de Tarse.
- Barthélemy (Ier siècle) -ou « Nathanaël »-, originaire de Cana en Galilée, apôtre et ami de saint Philippe ; date orthodoxe, fêté le 24 août par les catholiques[9].
- Herebald (VIIIe siècle) -ou « Herbrand » ou « Hereband »-, originaire d'Angleterre, ermite en Bretagne.
- Des martyrs à Pékin[10] († 1900).
- Maxime († 359), évêque de Naples en Campanie, confesseur de la foi face à l'arianisme, exilé par l'empereur Constance II ; date catholique, fêté le 12 juin par les orthodoxes[11].

#### Saints et bienheureux des Églises catholiques
référencés ci-après :
- Alice de Schaerbeek († 1250) -aussi appelée « Adélaïde », « Aleyde » ou « Alix »-, cistercienne à la Cambre.
- Bardon († 1051), premier abbé de Hersfeld puis archevêque de Mayence.
- Étienne Bandelli († 1450), bienheureux, dominicain prédicateur en Italie, patron de la ville de Saluces.
- Hugues de Marchiennes († 1158), bienheureux, abbé du monastère de Marchiennes.
- Ignace Maloyan († 1915), bienheureux, évêque de Mardine en Turquie et martyr.
- Jean d'Avellino († 1329), bienheureux, frère franciscain de Naples.
- Jean de Saint-Facond († 1479), religieux augustin à Salamanque.
- Maria († 1910) -ou « Marie du Saint Cœur de Jésus »-, bienheureuse, fondatrice des Religieuses du Cœur de Jésus en Sicile.
- Marie-Rose († 1876) -ou « Rosa Francesca Maria Dolores Molas y Vallvé »-, fondatrice de la Congrégation des Sœurs de Notre-Dame de la Consolation en Espagne.
- Parisius († 1267), moine camaldule, directeur spirituel du couvent de Sainte-Christine de Trévise.
- Paule Frassinetti (1809-1882), fondatrice de la Congrégation des Sœurs de Sainte-Dorothée.
- Rembert (vers 830 - 888) -ou « Rimbert » ou « Rambert »-, archevêque de Hambourg et Brême, successeur de Anschaire de Brême.
- Yolande († 1298) -ou « Hélène »-, bienheureuse, princesse, fille du roi Béla IV de Hongrie, clarisse.

#### Saints orthodoxes
aux dates parfois "juliennes" / orientales :
- Barnabé de Vetlouga († 1445).
- 220 martyrs à Pékin ci-avant († 1900), y massacrés en Chine avec une mission orthodoxe russe par des Boxers.

### Prénoms du jour
Bonne fête aux Barnabé.
Et aussi aux :
- Alice (fête majeure les 16 décembre voire 9 janvier ou 24 décembre etc.),
- aux Yolande et ses variantes féminines : Iola, Yola, Yolaine, Yolana, Iolanda, Yolanda, Yolane, Yolette, Violaine, Violeta, Violetta, Violet, Violett, Violette ; voire masculines : Iolan, Yolan et Yoland.

## Traditions et superstitions
Début de l'ancienne quinzaine de la foire du Lendit, à Saint-Denis puis vers l'actuel rond-point de la Chapelle au nord de l'actuel 18e arrondissement de Paris, dès le Xe siècle entre autres, en ce lendemain de saint-Landry du 10 juin.

### Dictons
En référence à la saint Médard célébrée trois jours plus tôt le 8 juin, divers dictons de la saint Barnabé s'attachent au présent 11 juin jour du solstice d'été d'avant la réforme du calendrier grégorien (voir dictons du 8 juin par conséquent), et donc toujours dans le calendrier julien devenu plus rare.

### Astrologie
Signe du zodiaque : 21e jour du signe astrologique des Gémeaux.

## Toponymie
Les noms de plusieurs voies, places, sites ou édifices de pays ou régions francophones contiennent cette date sous diverses graphies : voir Onze-Juin .